# NK Dinamo Novo Čiče
NK Dinamo Novo Čiče je nogometni klub iz mjesta Novo Čiče.
U sezoni 2021./22. se natječe u 1. ŽNL Zagrebačka – Istok.